# Taro Island
Taro ist eine Insel der Inselrepublik Salomonen. Sie ist der Nordwestküste der Insel Choiseul vorgelagert und hat etwa 440 Einwohner.
Der Ort Taro, Hauptstadt der Provinz Choiseul, sowie eine ca. 850 Meter lange Start- und Landebahn liegen im Westen der Insel.